# E-6837
E-6837 je oralno aktivni agonist 5-6 receptora razvijen u pokušaju da se napravi lek protiv gojaznosti. U ćelijskim linijama koje izražavaju 5-HT6 receptore pacova, on deluje kao parcijalni agonist, dok je na ljudskim 5-HT6 receptorima pun agonist. Oralno doziranje E-6837 redukuje unos hrane, ali je dejstvo tranzijentno. Kod pacova, doziranje dva puta na dan tokom četiri nedelje prizvodi 15,7% redukciju telesne težine, u poređenu sa 11% redukcijom za sibutramin. Ovaj gubitak telesne težine je ostao znatan tokom 43 dana nakon terapije, dok razlika u telesnoj težini tokom tog perioda nije bila značajna za sibutramin. Utvrđeno je da je gubitak telesne težine posledica gubitka masnog tkiva.

## See also
- E-6801